# Веслање на Медитеранским играма 2013 — двојац без кормилара за мушкарце
 Веслање у дисциплини двојац без кормилара за мушкарце (M2-) на Медитеранским играма 2013. одржано је турском граду Адана на језеру Сејхан 21 и 23. јуна. Учествовало је 5 чамаца (10 веслача) из исто толико земаља.

## Сатница
Време (UTC+3).
| Датум        | Време | Ниво     |
| ------------ | ----- | -------- |
| 21. јун 2013 | 9:50  | Групе    |
| 23. јун 2013 | 9,45  | Финале А |

## Победници
|                                           |                                  |                                                              |
| Марко Ди Констанцо Матео Касталдо Италија | Никола Стојић Ненад Беђик Србија | Pau Vela Maggi Alexander Ingvar Sicurbjornsson Benet Шпанија |

## Резултати

### Квалификације
Због малог броја посада сви су веслали квалификације и финале.
| Пл. | Стаза | Екипа                                                | Држава  | Време   | Заостатак | Бел. |
| --- | ----- | ---------------------------------------------------- | ------- | ------- | --------- | ---- |
| 1   | 4     | Никола Стојић Ненад Беђик                            | Србија  | 6:34,74 |           | ФА   |
| 2   | 2     | Марко Ди Констанцо Матео Касталдо                    | Италија | 6:35,64 | +0,90     | ФА   |
| 3   | 3     | Pau Vela Maggi Alexander Ingvar Sicurbjornsson Benet | Шпанија | 6:38,16 | +3,42     | ФА   |
| 4   | 5     | Selahattin Gursoy Muhammed Cansi                     | Турска  | 6:47,79 | +13,05    | ФА   |
| 5   | 4     | Kamal Mostafa Mahmoud Ibrahim Zahran                 | Египат  | 6:55,93 | +21,19    | ФА   |

### Финале А
| Пл. | Стаза | Екипа                                | Држава  | Време   | Заостатак | Бел. |
| --- | ----- | ------------------------------------ | ------- | ------- | --------- | ---- |
|     | 4     | Марко ди Констанцо Матео Касталдо    | Италија | 6:30,78 |           |      |
|     | 3     | Никола Стојић Ненад Беђик            | Србија  | 6:31,42 | +0,64     |      |
|     | 2     | Pau Vela Alexander Sigurbjornsson    | Шпанија | 6:37,38 | +6,60     |      |
| 4   | 5     | Selahattin Gursoy Muhammed Cansi     | Турска  | 6:46,68 | +15,90    |      |
| 5   | 1     | Kamal Mostafa Mahmoud Ibrahim Zahran | Египат  | 6:54,12 | +23,34    |      |